# Władimir Gittis
Władimir Michajłowicz Gittis, ros. Владимир Михайлович Гиттис (ur. 24 czerwca?/6 lipca 1881 w Petersburgu, zm. 22 sierpnia 1938 w miejscu egzekucji Kommunarka pod Moskwą) – rosyjski i radziecki wojskowy, uczestnik I wojny światowej i rosyjskiej wojny domowej, ofiara wielkiego terroru w ZSRR.

## Życiorys
Pochodził z rodziny mieszczańskiej, narodowości rosyjskiej. Ukończył w 1902 r. szkołę junkrów piechoty. Walczył w I wojnie światowej w armii rosyjskiej, dosłużył się stopnia pułkownika.
W 1918 r. wstąpił na służbę do Armii Czerwonej. W sierpniu tego roku powierzono mu dowodzenie północnym odcinkiem oddziałów zasłony, następnie od września do listopada 1918 r. dowodził 6 Armią, w listopadzie przeniesiono go na stanowisko dowódcy 8 Armii. 24 stycznia 1919 r. został dowódcą Frontu Południowego Armii Czerwonej, zastępując Pēterisa Slavensa. Okazał się jednym z najzdolniejszych dowódców po stronie czerwonych w rosyjskiej wojnie domowej. Do kwietnia 1919 r. dowodzony przez niego front przeszedł do ofensywy, odzyskał z rąk białych Rostów nad Donem i osiągnął linie Sału i Manycza. Był bliski całkowitego rozbicia sił białych Kozaków dońskich pod dowództwem Piotra Krasnowa. Niepowodzeniem zakończył się natomiast przerzut 8 Armii do Donbasu na pomoc walczącej o opanowanie zagłębia węglowego grupie Innokientija Kożewnikowa (następnie 13 Armii). Siły te nie zdołały z powodu wiosennych roztopów szybko przemieścić się na zachód i w ostatnich dniach marca zostały powstrzymane przez białych.
Gittis dowodził Frontem Południowym do lipca 1919 r., następnie do kwietnia 1920 r. stał na czele Frontu Zachodniego. Był jednym z dowódców obrony Piotrogrodu przed wojskami Nikołaja Judenicza w październiku 1919 r. Następnie od maja 1920 r. do maja roku następnego dowodził Frontem Kaukaskim. W 1919 r. został odznaczony orderem Czerwonego Sztandaru.
Od 1921 do 1925 r. dowodził wojskami Piotrogrodzkiego (po zmianie nazwy miasta – Leningradzkiego) Okręgu Wojskowego. Odszedł ze stanowiska z powodu choroby. Do partii bolszewickiej wstąpił w 1925 r.
W latach 1926-1927 był zastępcą naczelnika Zarządu Zaopatrzenia Armii Czerwonej, następnie pozostawał w rezerwie do dyspozycji komisarza spraw wojskowych i morskich. Od 1930 r. pełnił funkcję pełnomocnika komisariatu spraw wojskowych i morskich (od 1934 r. komisariatu obrony) przy ludowym komisariacie handlu ZSRR. W 1935 r. otrzymał stopień komkora.
28 listopada 1937 r. został aresztowany, zaś 22 sierpnia 1938 r. skazany na śmierć pod zarzutem szpiegostwa i udziału w spisku antypaństwowym. Tego samego dnia został rozstrzelany na Kommunarce. Zrehabilitowany 2 czerwca 1956 r.